# Піт Доктер
Пітер Ганс Доктер (англ. Peter Hans ‘Pete’ Docter; нар. 9 жовтня 1968, Блумінгтон, Міннесота) — американський мультиплікатор, режисер, сценарист, продюсер, актор озвучування та головний креативний директор компанії Pixar.
Найбільш відомий як режисер анімаційних фільмів Pixar «Корпорація монстрів» (2001), «Вперед і вгору» (2009), «Думками навиворіт» (2015) і «Душа» (2020), а також як ключова фігура та співавтор у Pixar.
Піт Доктер номінований на дев'ять премій «Оскар», і став першою людиною, яка отримала три премії в категорії найкращий анімаційний повнометражний фільм: за «Вперед і вгору», «Думками навиворіт» і «Душа». Номінований на дев'ять премій «Енні» (здобув шість), премію BAFTA для дітей і кінопремію Hochi Film Award.
Себе описує як «дитину-гіка з Міннесоти, яка любить малювати мультфільми».